# پسری با جلیقه سرخ
پسری با جلیقهٔ سرخ (Le Garçon au gilet rouge) یک نقاشی (شماره در فهرست ونتوری: ۶۸۱) اثر پل سزان است که در سال ۱۸۸۹ یا ۱۸۹۰ کشیده شده‌است. این نقاشی را نمونه خوبی از کار ماهرانه، ظریف و مبتکرانه سزان پس از سال ۱۸۸۰ دانسته‌اند.

## پیشینه
سزان چهار پرتره رنگ روغن از این پسر ایتالیایی با جلیقه سرخ، هر یک در حالتی دیگر نقاشی کرد تا رابطه بین فیگور و فضا را مطالعه کند. معروف‌ترین این چهار تابلو و موردی که معمولاً با این عنوان از آن یاد می‌شود، نگاره‌ای است که پسر را در حالت نشسته و غمگنانه با یک آرنج روی میز و دست دیگر به صورت تکیه‌گاهی برای سر نشان می‌دهد. این تابلو در حال حاضر در زوریخ سوئیس نمایش داده می‌شود. سه پرتره دیگر، با ژست‌های مختلف، در موزه‌های ایالات متحده هستند.
بنیاد اِ.گ بوهرله که در حال حاضر مالک این اثر است، به بدیع بودن این اثر اشاره می‌کند و اضافه می‌کند که «در اینجا تعادل کاملی بین هوش ترکیبی بالا و شهود نقاشانه خودجوش وجود دارد.» در سال ۱۸۹۵، منتقد هنری گوستاو جفروی گفت که می‌توان آن را با بهترین نقاشی‌های فیگور استادان قدیمی مقایسه کرد.
رنگ‌های نقاشی غنی، متراکم و شاد است. این ترکیب با سه مورب اصلی سازماندهی شده‌است: زاویه پشت و سر کج پسر، زاویه پرده سبز تیره پشت پسر، و زاویه بلند صندلی و میز که از سمت چپ پایین بالا می‌رود. این سه زاویه با زوایای ران‌ها و بازوهای پسر مقابله می‌کنند و ساختاری استوار از مورب‌های متقاطع ایجاد می‌کنند.
این نقاشی احتمالاً در سال ۱۸۹۵ توسط فروشنده آثار هنری آمبروز ولارد از سزان به دست آمد و سپس توسط مجموعه‌داران هنری مارسل نمس در سال ۱۹۰۹ و گوتلیب ربر در سال ۱۹۱۳ خریداری شد. امیل گئورگ بوهرله، مجموعه دار و حامی آثار هنری، آن را در سال ۱۹۴۸ از Beber خریداری کرد. پس از مرگ بورل در سال ۱۹۵۶، وارثان او این نقاشی را در سال ۱۹۶۰ به بنیاد اِ.گ بوهرله اهدا کردند.
در فوریه ۲۰۰۸، این نقاشی از بنیاد اِ.گ بوهرله در زوریخ به سرقت رفت. این نقاشی باارزش‌ترین نقاشی موزه بود و ۹۱ میلیون دلار ارزش داشت. این اثر در آوریل ۲۰۱۲ در صربستان بازیابی شد.

## سه نقاشی دیگر
دیگر نقاشی‌های رنگ روغن این مجموعه که توسط این هنرمند با همین عنوان در همان دوره کشیده شده‌است، عبارتند از:

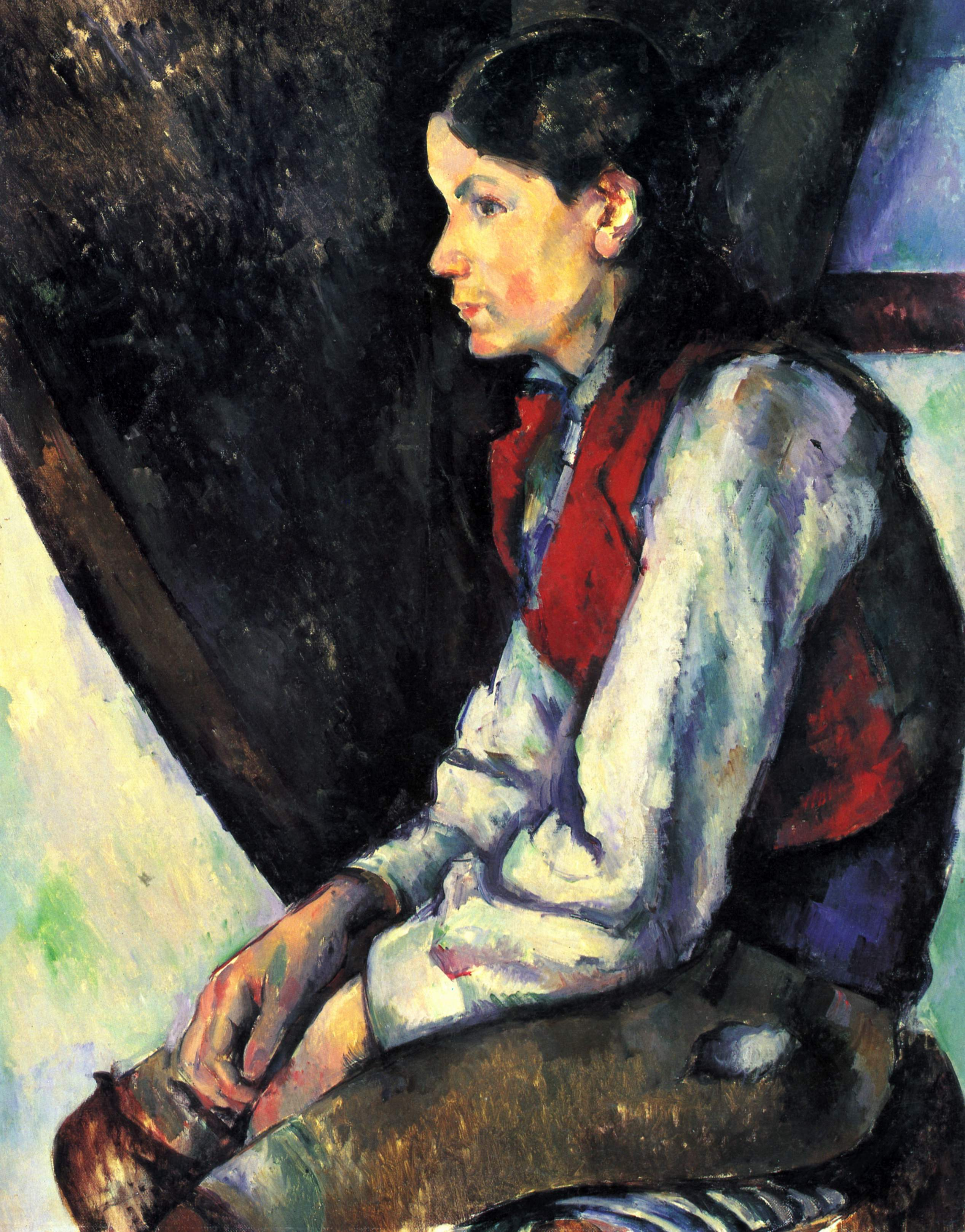
موزه هنر مدرن، نیویورک
نگارخانه ملی هنر، واشینگتن دی‌سی
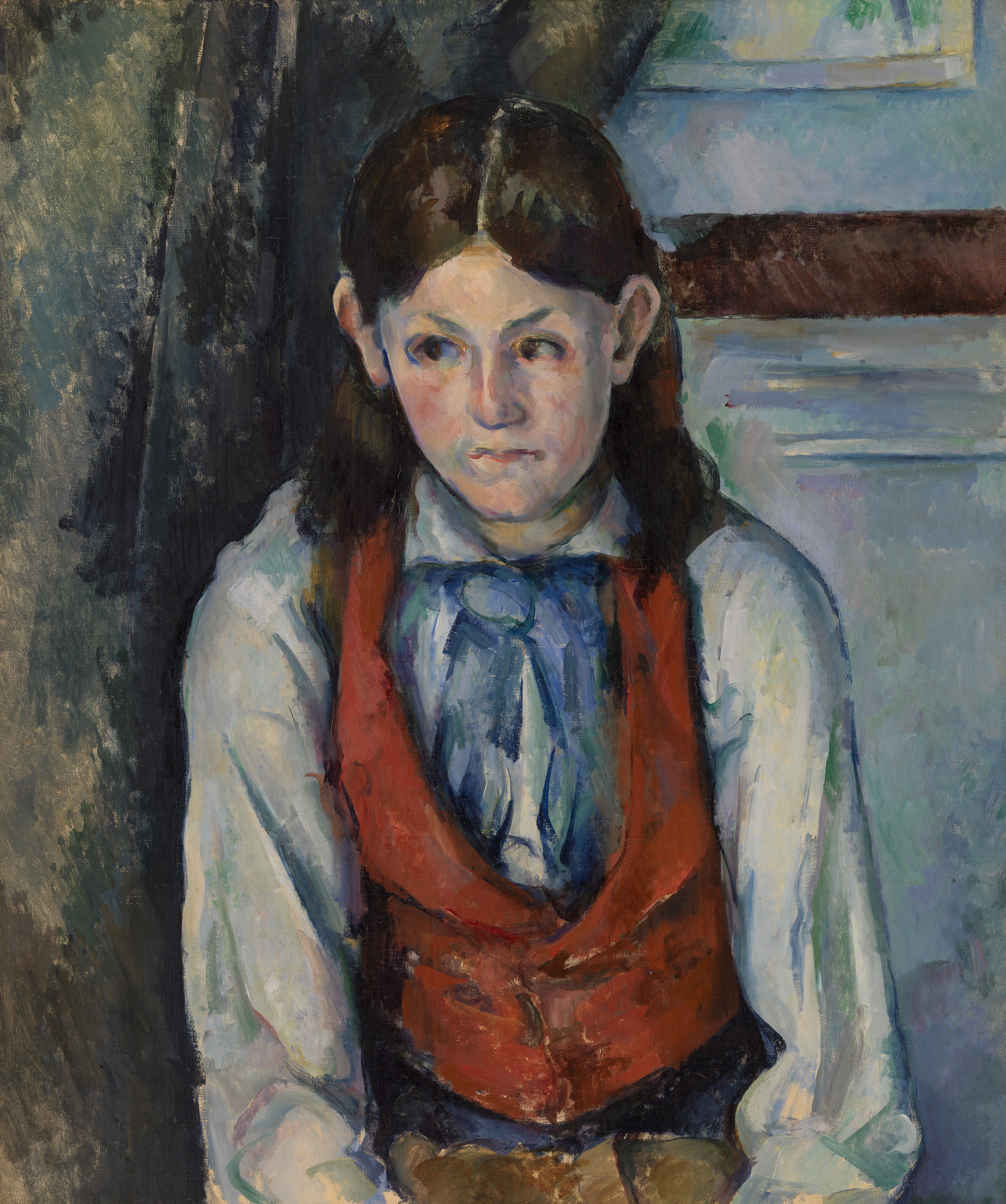
بنیاد بارنز، فیلادلفیا